# (32655) 4692 P-L
4692 P-L (asteroide 32655) é um asteroide da cintura principal. Possui uma excentricidade de 0.14696410 e uma inclinação de 2.82081º.
Este asteroide foi descoberto no dia 24 de setembro de 1960 por Cornelis Johannes van Houten e Ingrid van Houten-Groeneveld e Tom Gehrels em Palomar.